# Walter Thurnherr
Walter Thurnherr, född den 11 juli 1963 i Muri, Aargau, är en Schweiz politiker (CVP) som sedan 1 januari 2016 är Schweiz förbundskansler.

## Biografi
Thurnherr studerade teoretisk fysik vid Eidgenössische Technische Hochschule Zürich och inträdde därefter i diplomatisk tjänst för Schweiz år 1989. Under de följande åtta åren var han stationerad i bland annat Bern, Moskva och New York.
Thurnherr var personlig medarbetare till förbundsrådet Flavio Cotti 1997-1999 och blev 2000 chef för politiska avdelning VI vid Schweiz utrikesdepartement och därefter stabschef för detta departement 2002. 2003-2010 var han stabschef för Schweiz näringsdepartement, därefter samma position i kommunikationsdepartementet till 2015.
År 2015 valdes han av Schweiz samfällda förbundsförsamling, med 230 röster av 234 möjliga, till ny förbundskansler fr.o.m. 1 januari 2016.